# 默里瓦勒
默里瓦勒（法語：Meurival，法語發音：[møʁival]）是法国上法蘭西大區埃纳省的一个市镇，属于拉昂区。

## 地理
默里瓦勒（49°21'27"N, 3°45'40"E）面积2.89 平方千米，位于法国上法蘭西大區埃纳省，该省份为法国北部内陆省份，北起北部省，西接索姆省和瓦兹省，东临阿登省和马恩省，西南至塞纳-马恩省，东北部与比利时接壤
与默里瓦勒接壤的市镇（或旧市镇、城区）包括：孔瑟夫勒、米斯库尔、罗曼、旺特莱。

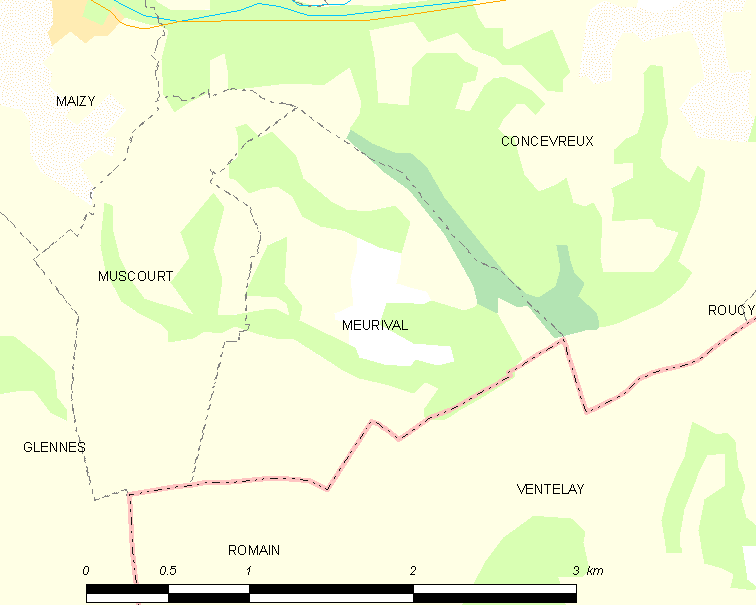
默里瓦勒的OSM定位图

默里瓦勒的时区为UTC+01:00、UTC+02:00（夏令时）。

## 行政
默里瓦勒的邮政编码为02160，INSEE市镇编码为02482。

## 政治
默里瓦勒所属的省级选区为埃纳河畔新城县。

## 人口

1962-2008年间默里瓦勒人口变化图示

默里瓦勒于2022年1月1日时的人口数量为58人。